# Wozgielańce (kolonia)
Wozgielańce (biał. Вазгелянцы; ros. Возгелянцы) – dawna kolonia. Tereny na których była położona, leżą obecnie na Białorusi, w obwodzie witebskim, w rejonie brasławskim, w sielsowiecie Widze.

## Historia
W czasach zaborów kolonia leżał w granicach Imperium Rosyjskiego.
W latach 1921–1939 folwark leżał w Polsce, w województwie nowogródzkim (od 1926 w województwie wileńskim), w powiecie brasławskim, w gminie Rymszany.
Powszechny Spis Ludności z 1921 roku podał łącznie dane z wsi i kolonii. W miejscowościach zamieszkiwało 189 osób, wszystkie były wyznania rzymskokatolickiego i zadeklarowały polską przynależność narodową. Było tu 28 budynków mieszkalnych. 
W 1931 wieś liczyła w 22 domy i 96 mieszkańców.
Wierni należeli do parafii rzymskokatolickiej w Gajdach. Miejscowość podlegała pod Sąd Grodzki w m. Turmont i Okręgowy w Wilnie; właściwy urząd pocztowy mieścił się w Rymszanach.